# Seicercus affinis
Seicercus affinis е вид птица от семейство Phylloscopidae.

## Разпространение
Видът е разпространен в Бангладеш, Бутан, Виетнам, Индия, Китай, Лаос, Мианмар и Непал.